# Saint-Quentin-de-Chalais
Saint-Quentin-de-Chalais is een gemeente in het Franse departement Charente (regio Nouvelle-Aquitaine) en telt 250 inwoners (1999). De plaats maakt deel uit van het arrondissement Angoulême.

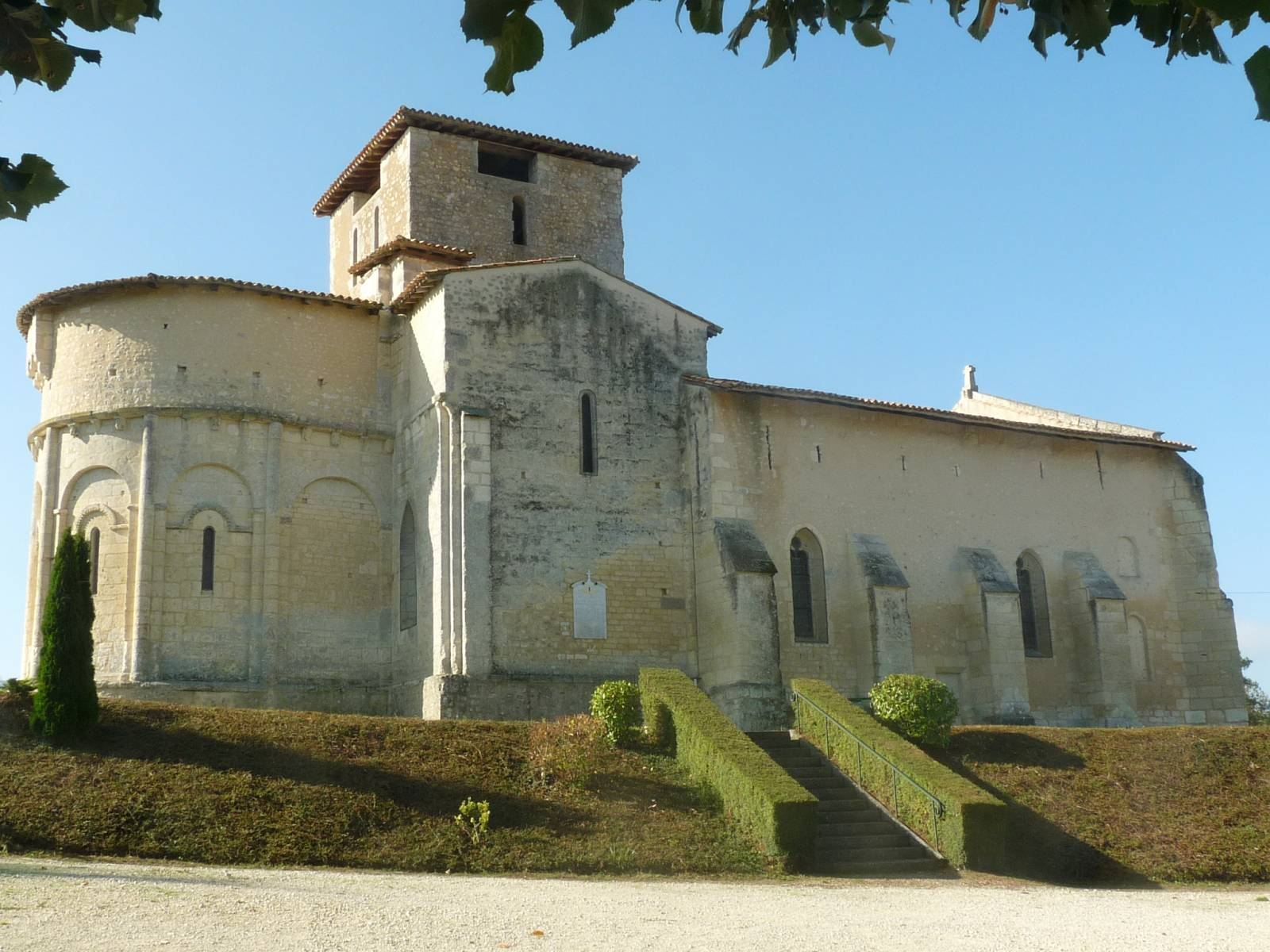
Kerk van Saint-Quentin-de-Chalais
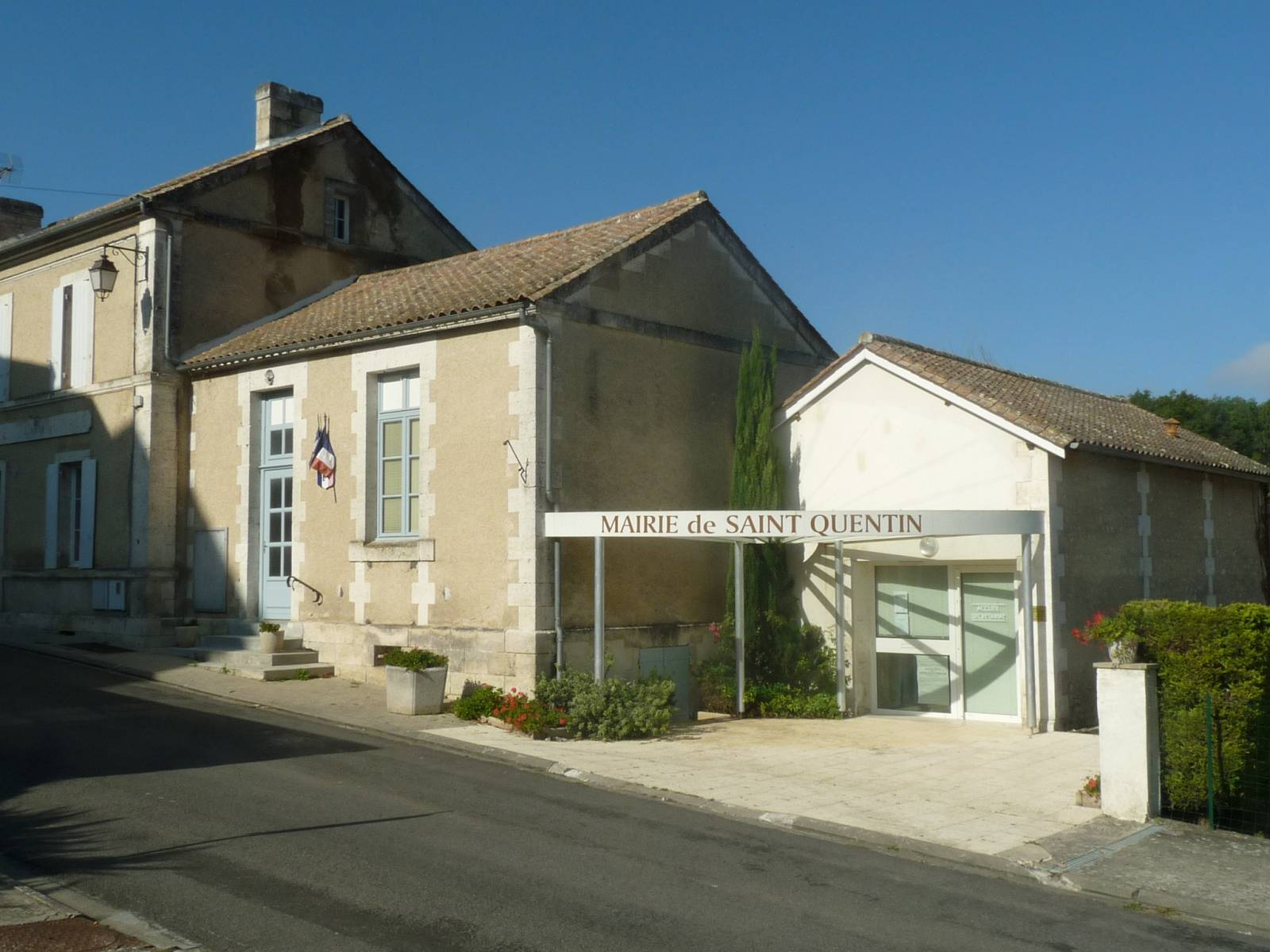
Gemeentehuis

## Geografie
De oppervlakte van Saint-Quentin-de-Chalais bedraagt 12,2 km², de bevolkingsdichtheid is 20,5 inwoners per km².
De onderstaande kaart toont de ligging van Saint-Quentin-de-Chalais met de belangrijkste infrastructuur en aangrenzende gemeenten.

## Demografie
Onderstaande figuur toont het verloop van het inwonertal (bron: INSEE-tellingen).